# Иванов, Роман Гаврилович
Иванов Роман Гаврилович (14 октября 1922, Иркутская область — 16 июля 1944) — Герой Советского Союза, командир взвода 89-го отдельного гвардейского сапёрного батальона 78-й гвардейской стрелковой дивизии 25-го гвардейского стрелкового корпуса 7-й гвардейской армии Степного фронта, гвардии капитан.

## Биография
Родился 14 октября 1922 года в деревне Ханда ныне Казачинско-Ленского района Иркутской области в крестьянской семье. Русский. Окончил 7 классов. Работал секретарём редакции районной газеты «Путь Октября», в райкоме комсомола.
В Красной Армии с сентября 1941 года. В 1942 году окончил Черниговское военно-инженерное училище. В боях Великой Отечественной войны с октября 1942 года. Член ВКП(б) с 1943 года.
В марте 1944 года при форсировании Днестра Р. Г. Иванов был ранен, и скончался в госпитале от полученных ран 16 июля 1944 года. Похоронен в столице Азербайджана — городе Баку.

## Подвиг
Командир взвода 89-го отдельного гвардейского сапёрного батальона (78-я гвардейская стрелковая дивизия, 25-й гвардейский стрелковый корпус,  7-я гвардейская армия, Степной фронт) гвардии старший лейтенант Роман Иванов в ночь на 25 сентября 1943 года на подручных средствах организовал переправу подразделений полка через реку Днепр севернее города Верхнеднепровск Днепропетровской области Украины.
Когда у бойцов, высадившихся на правом берегу Днепра, кончились боеприпасы, гвардии старший лейтенант Иванов Р. Г. принял меры к их доставке.
В течение трёх суток работал на переправе, а также участвовал в отражении вражеских контратак.

## Награды
- Указом Президиума Верховного Совета СССР от 26 октября 1943 года за образцовое выполнение боевых заданий командования на фронте борьбы с немецко-фашистскими захватчиками и проявленные при этом мужество и героизм гвардии старшему лейтенанту Иванову Роману Гавриловичу присвоено звание Героя Советского Союза с вручением ордена Ленина и медали «Золотая Звезда» (№ 1359).
- Награждён также орденом Красной Звезды.
- медалью За отвагу.
- медалью За оборону Сталинграда

## Память
- Именем Героя Советского Союза Романа Иванова названы улица в селе Казачинское, школа в селе Карам Казачинско-Ленского района, улица в селе Карам.
- Он был зачислен в списки бригады гидростроителей Усть-Илимской ГЭС.
- Имя Героя высечено в камне на мемориале в Иркутске.